# PT-Schnellboot

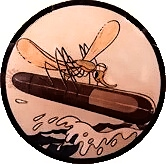
Abzeichen der Mosquito Fleet

PT boat ist eine abgekürzte Bezeichnung für Patrol Torpedo boats (dt.: Patrouillen-Torpedo-Boote) der US Navy im Zweiten Weltkrieg. Entgegen dieser Kennzeichnung war die offizielle Klassifikation aber motor torpedo boat, wie bei der britischen Royal Navy. Die PT-Boot-Flotte der US Navy war auch unter dem Namen Mosquito Fleet bekannt.
Die PT-Boote wurden in großer Stückzahl zur Überwachung der von Riffen und Atollen geprägten Inselwelt des Pazifiks, aber auch im Mittelmeer und im Ärmelkanal eingesetzt. Insgesamt wurden während des Krieges mehr als 700 PT-Boote gebaut. Die Standardbesatzung betrug 14 Mann, die für alle Positionen an Bord ausgebildet waren.

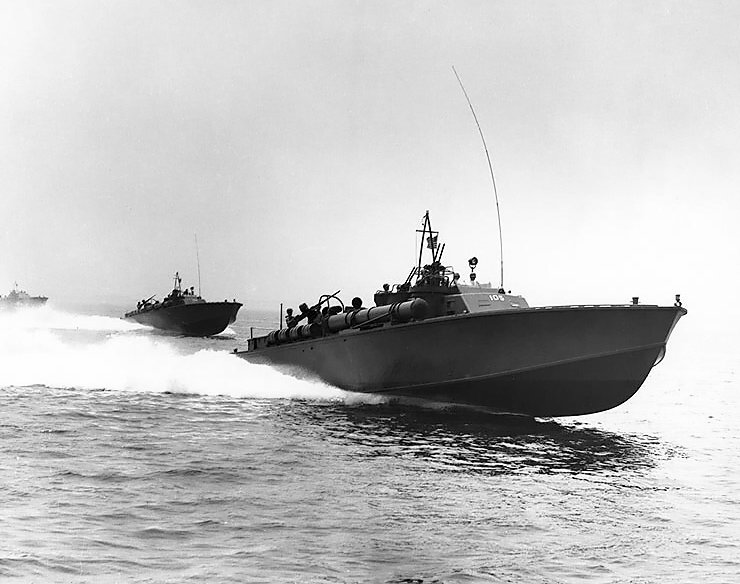
USS PT 105 operiert mit anderen Einheiten der Motor Torpedo Boat Squadron Five vor der US-Ostküste, Juli 1942

## Entwicklung und Technik
Die Elco Naval Division in Bayonne (New Jersey) baute mit fast 400 Exemplaren den Großteil der Boote; etwa 200 Boote baute Higgins Industries in New Orleans, weitere kamen aus kanadischer Produktion. Die Boote der Higgins-Werft nannte man auch PT-71-Klasse (221 Boote), die Boote der Elco-Werft wurde als PT-103-Klasse klassifiziert (358 Boote) und die Boote der kanadischen Werft hießen offiziell Vosper-Klasse PT-368 (140 Boote).

Das Design der Boote war stark von den britischen MTB beeinflusst, so basierten die Boote der Elco Naval Division auf einem in den 1930er Jahren in Großbritannien von der British Power Boat Company erworbenen, 70 Fuß (ca. 21,3 Meter) langen und mit vier 457-mm-Torpedorohren ausgestatteten Entwurf. Das Konzept wurde schließlich von der US-Marine akzeptiert und ab November 1940 liefen die ersten Einheiten der Flotte zu. 

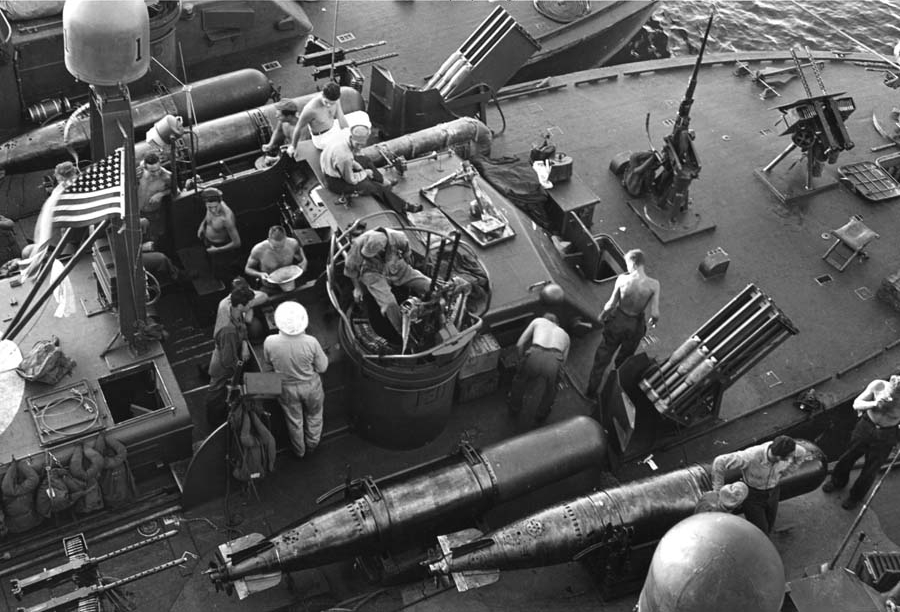
Blick auf das Oberdeck des Schnellbootes PT 131 (Herbst 1944). Man beachte die starke MG-Bewaffnung sowie die beiden 127-mm-Raketenwerfer zu beiden Seiten der Brücke.

Allerdings erhielten diese Boote auf Wunsch der Marine Benzinmotoren von Packard und vier Torpedorohre im Kaliber 533 mm, was eine leichte Verlängerung des Bootskörpers auf 78 Fuß (ca. 23,5 Meter) notwendig machte. Später beziehungsweise ab Anfang 1942 wurde die Länge nochmals leicht vergrößert auf 80 Fuß – rund 24,4 Meter –, um bessere Seeeigenschaften bei höheren Fahrtstufen zu erreichen. Die aus Holz gebauten Boote wurden in industrieller Serienfertigung zum Teil im Binnenland gefertigt und waren mit jeweils drei aufgeladenen Zwölfzylinder-V-Motoren motorisiert. Diese Packard-Ottomotoren vom Typ 4M-2500 (M = Marine) mit einem Hubraum von 2490 Kubikzoll (entspricht 40,8 Litern) leisteten zwischen 1200 und 1500 bhp (brake horsepower), also zwischen 1216 und 1521 PS. Die aus dem Flugmotor Liberty L-12 entwickelten Motoren hatten allerdings einen vergleichsweise hohen Verbrauch: Mit mehr als 11.000 Litern Benzin an Bord konnten die PT-Boote nur etwa zwölf Stunden fahren. Die Höchstgeschwindigkeit lag unter günstigen Seebedingungen bei bis zu 48 Knoten (knapp 89 km/h), wobei sich dann aber die Reichweite deutlich reduzierte. Bei einer (vergleichsweise hohen) Durchschnittsgeschwindigkeit von 41 Knoten (76 km/h) lag die rechnerische Reichweite bei nur etwa 300 Seemeilen (555 Kilometer). Der Benzinantrieb war zudem auch mit Brandrisiken behaftet, da im Falle eines Treffers die Boote häufig explodierten und in Flammen aufgingen. Aus diesem Grund wurden von den Besatzungen teils behelfsmäßige Panzerungen über den Tanks angebracht. Auch bei der Betankung ereigneten sich gelegentlich Unfälle, die zum Verlust der Boote führten, so brannten etwa PT 63 und PT 107 am 18. Juni 1944 vor Emirau nach Betankungsunfällen aus und mussten abgeschrieben werden.
Neben den vier Torpedoausstoßrohren verfügten die Boote im Regelfall über ein 40-mm-Bofors-Geschütz, zwei 20-mm-Oerlikon-Kanonen sowie zwei bis vier Maschinengewehre im Kaliber 7,62 mm oder 12,7 mm. Allerdings variierte die Bewaffnung teils von Boot zu Boot (siehe unten). In den letzten beiden Kriegsjahren wurden die Boote teilweise auch mit Raketenwerfern vom Kaliber 127 mm ausgerüstet. 

## Einsatzgeschichte
Die Vielzahl der Boote sollte es der US Navy erlauben, die unübersichtlichen Seegebiete des Pazifiks zu überwachen und unbemerkte gegnerische Schiffsbewegungen zu unterbinden. Ihre Torpedobewaffnung sollte es den PT-Booten unter günstigen Umständen erlauben, auch ein feindliches Schlachtschiff zu versenken. Tatsächlich wurde im Krieg kein Schlachtschiff oder ein anderes Großkampfschiff versenkt, gleichwohl allerdings gelangen PT-Schnellbooten mehrere Versenkungserfolge gegen kleinere Kriegsschiffe, so versenkten etwa PT-Boote 1942 vor den Salomonen das japanische U-Boot I-3 und den Zerstörer Teruzuki durch Torpedoangriffe. Die Schwerpunkte des Einsatzes lagen, neben den Einsätzen bei den Salomonen 1942/43 – wobei hier vor allem nächtliche Operationen gegen den sogenannten Tokyo Express unternommen wurden –, ab dem Spätjahr 1944 vor den Philippinen, wo im Dezember 1944 die Versenkung des japanischen Zerstörers Uzuki (durch Torpedotreffer von PT 490 und PT 492) gelang.
Auch auf dem europäischen Kriegsschauplatz kamen PT-Schnellboote in den Jahren 1944/45 zum Einsatz, vor allem im Mittelmeer vor der Küste Liguriens und in der nördlichen Adria, wo es sporadisch zu Gefechten mit den dort noch verbliebenen leichten deutschen und RSI-Seestreitkräften kam. Hierbei versenkten die Schnellboote PT 552, PT 558 und PT 559 am 15. Juni 1944 vor La Spezia die in deutschen Diensten stehenden beziehungsweise nach dem Ausscheiden Italiens aus dem Krieg im Herbst 1943 von den Deutschen übernommenen ehemaligen italienischen Torpedoboote TA 26 (ex ital. Ardito) und TA 30 (ex ital. Dragone).
Insgesamt 99 PT-Boote gingen während des Krieges verloren, davon allerdings nur 40 durch direkte Feindeinwirkung; einer der verlustreichsten Tage des Krieges war hierbei der 1. Februar 1943, als die drei Schnellboote PT 37, PT 111 und PT 123 vor Guadalcanal von dem japanischen Zerstörer Kawakaze und japanischen Flugzeugen versenkt wurden. Die übrigen Einheiten wurden zumeist bei Unfällen zerstört, dazu zählten auch Feuerunfälle bei der Betankung, Sturmschäden, Grundberührungen und nächtliche Kollisionen mit eigenen Seestreitkräften, oder nach entsprechenden Schäden selbst versenkt, um eine mögliche Erbeutung durch den Gegner zu verhindern. Eine geringe, aber nicht genau gesicherte Anzahl von Booten wurde auch durch den irrtümlichen Beschuss von eigenen Streitkräften zerstört, so z. B. PT 166, das am 20. Juli 1943 vor New Georgia versehentlich von einem US-Flugzeug versenkt wurde, oder PT 121 und PT 353, die beide am 27. März 1944 vor Neubritannien von australischen Flugzeugen in Brand geschossen wurden.
Die kleinen Schnellboote konnten wegen ihres geringen Tiefgangs bis in unmittelbare Ufernähe fahren und bei Landungsoperationen Feuerunterstützung geben. Manchmal wurden sie auch zum Transport kleinerer Truppenteile oder zur Rettung von abgeschossenen alliierten Flugzeugbesatzungen benutzt.

## Technische Daten der Standardversion

### Abmessungen
- Länge: 24,5 m
- Wasserverdrängung: 55 t

### Motorisierung
- Drei Packard-Marinemotoren mit je ca. 1500 PS
- Höchstgeschwindigkeit: 48 Knoten

### Bewaffnung
- Doppelläufige 50er-Kaliber-(12,7-mm)-Maschinengewehre an Backbord und Steuerbord
- 20-mm-Oerlikon-Fla-MK hinten
- vier MK-8-Torpedos in Rohren,
- Rauchgenerator
- Handfeuerwaffen
- Handgranaten

bei einigen Booten:
- zwei bis vier Wasserbomben

Die Ausrüstung variierte. Besonders die Bewaffnung nahm im Laufe des Krieges ständig zu, so waren gegen Ende des Krieges auch im Gebrauch:
- Raketenstartgestell für 16 ungelenkte Raketen
- 40-mm-Bofors-Schnellfeuerkanonen (anstatt der 20-mm-MK)
- 22,5-Zoll-Torpedostartgestelle anstelle der Rohre

Einige Boote wurden auch zum Einsatz gegen Küstenfrachter zu Kanonenbooten umgebaut, wobei als Gewichtsausgleich auf das Mitführen von Torpedos verzichtet wurde.

## Trivia
- Das rückblickend wohl bekannteste Schnellboot war PT 109, das unter dem Kommando des späteren US-Präsidenten John F. Kennedy im Pazifikkrieg eingesetzt war; biografisch aufbereitet von dem Autor Robert J. Donovan als Buch PT 109: John F. Kennedy in WWII und 1963 verfilmt unter dem Titel Patrouillenboot PT 109.
- PT 109 ist als Noppensteinbausatz der Firma Cobi erhältlich. Dieses Set ist mit 3726 bzw. 3763 Teilen in der limitierten Auflage das größte Set des polnischen Herstellers (Stand Sept. 2021).
- Das Schnellboot PT 41 evakuierte am 11. März 1942 Douglas MacArthur,[14] den damaligen Befehlshaber der United States Army Forces in the Far East, von den Philippinen vor den zu diesem Zeitpunkt vorrückenden Japanern, was unter anderem Thema des 1945 von John Ford gedrehten Schwarzweißfilm-Films Schnellboote vor Bataan ist. In gleichnamigem Film finden sich zahlreiche Szenen mit originalen PT-Booten.
- Im Anime Black Lagoon spielt ein PT-Boot als Arbeits- und Fortbewegungsmittel der Protagonisten eine wichtige Rolle.